# Волконський дольмен

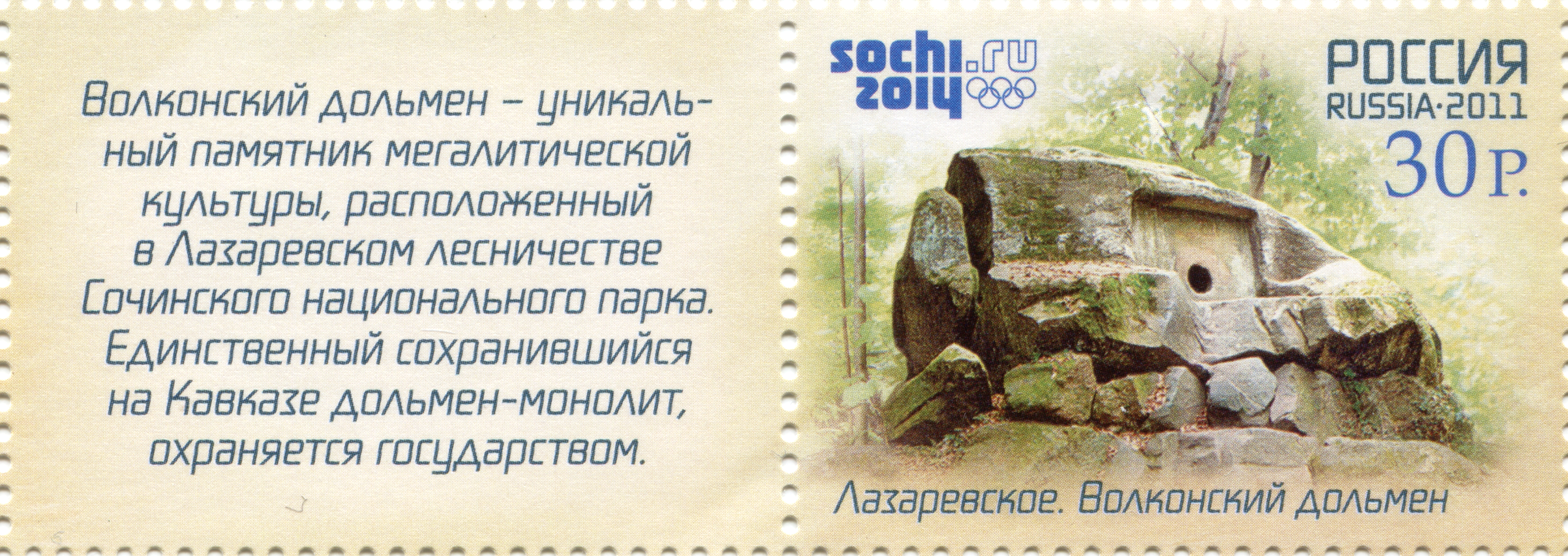
Волконський дольмен — унікальний пам'ятник мегалітичної культури, розташований у Лазаревському лісництві Сочинського національного парку. Єдиний збережений на Кавказі дольмен-моноліт, охороняється державою. Марка, 2011

Волконський дольмен — єдиний збережений у світі повнорозмірний дольмен монолітного типу, тобто його камера повністю витесана у скелі через невеликий вхідний отвір. Розташований на дні річкової долини у селі Волконка (Район  Великого Сочі) неподалік від траси Новоросійськ — Сочі (частина  автодороги А147). Популярний туристичний об'єкт, охороняється державою.

## Особливості об'єкту
Висічений у кам'яному валуні дуже неправильної форми, має імітацію порталу плиткового дольмену, добре зберігся. Вхідний отвір практично неушкоджений. Внутрішня камера має куполоподібну (напівсферичну) форму висотою близько 1,5 метра з плоскою підлогою, всередині існує дуже сильне відлуння. Стіни камери не шліфовані, можливо, камера не була завершена. Підлога має лунку недалеко від входу, можливо для стоку води, її датування невідоме. Пробка дольмену відсутня, можливо, загублена. З тильної частини дольмен має одну напівсферичну лунку (див. Фото), таким чином, одночасно, будучи і ритуальним  чашковим каменем. Недалеко від цієї лунки на схилі ущелини є джерело — вихід сірководневої мінеральної води. Трохи вище за течією струмка — природний пам'ятник, скеля «2 брати».
Географічні координати Волконського дольмену-моноліту (WGS 84): 43°52.3970′ пн. ш. 39°23.7523′ сх. д. / 43.8732833° пн. ш. 39.3958717° сх. д.

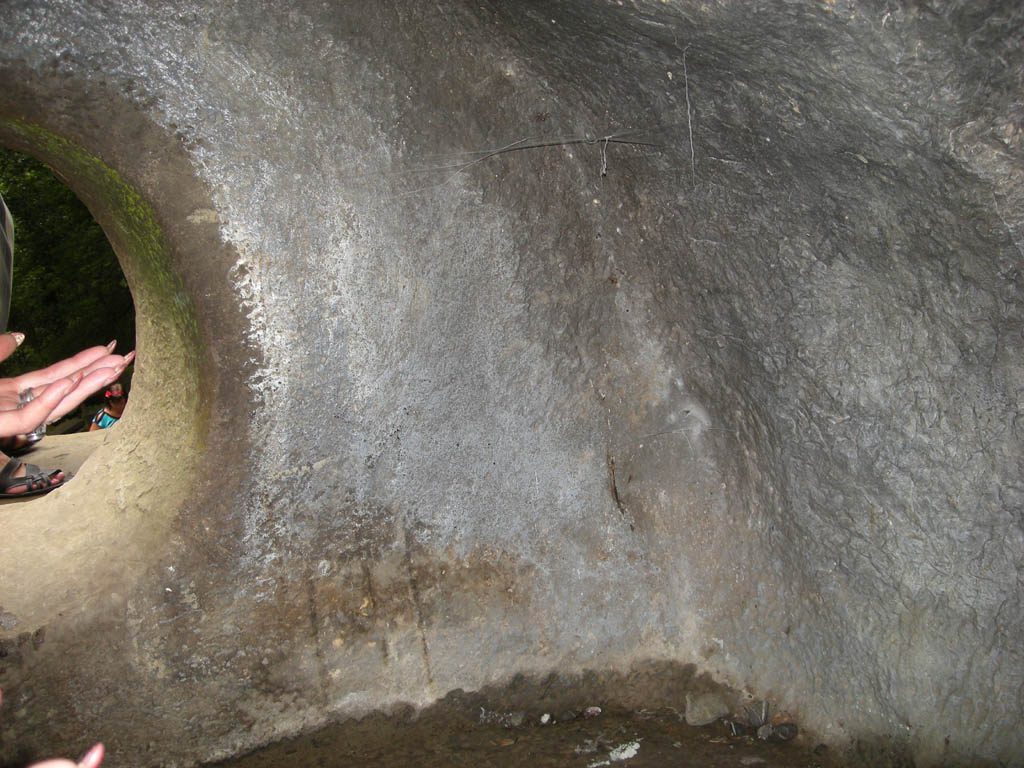
Вигляд ізсередини камери Волконського дольмену
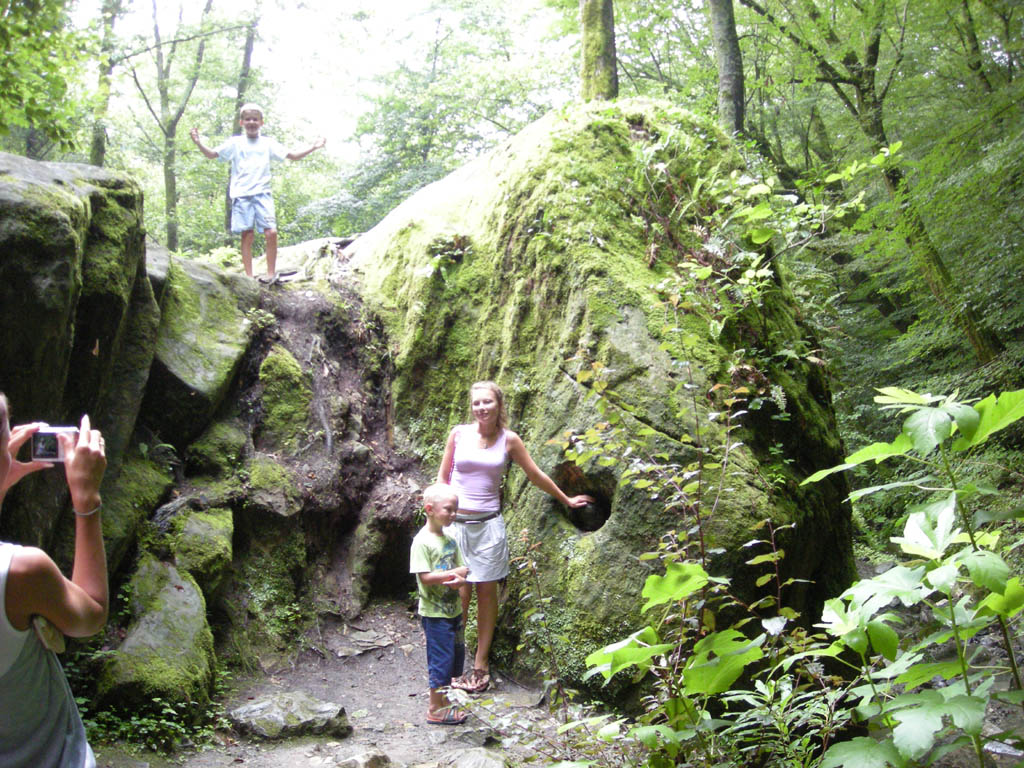
Чашкове поглиблення позаду дольмену